# 栗原インターチェンジ (宮城県)
栗原インターチェンジ（くりはらインターチェンジ）は、宮城県栗原市で事業中の東北自動車道のインターチェンジである。名称は仮称である。

## 道路
- E4 東北自動車道

## 接続する道路
- みやぎ県北高速幹線道路

## 間接接続する道路
- 国道4号(築館バイパス)
- 国道398号

## 沿革
- 2018年（平成30年）8月10日 : 国土交通省より連結許可[1]。
- 2022年（令和4年）3月 : 工事用道路の建設に着手[2]。
- 供用開始時期は未定である [3]。

## 周辺
- 伊豆沼
- 栗原市役所
- 東北新幹線くりこま高原駅

## 隣
E4 東北自動車道
(32)築館IC - 栗原IC（事業中) - 志波姫PA - (33)若柳金成IC